# Gemenskapen av seminarielärare i Qom

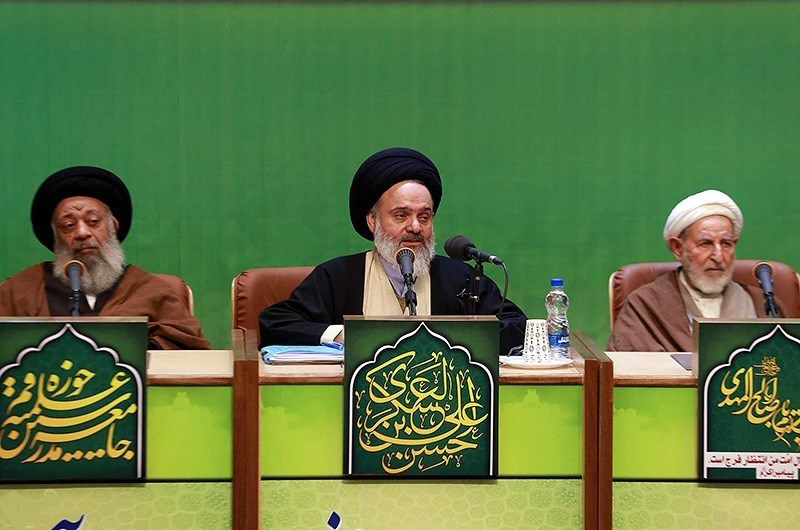
Tre ayatollor under gemenskapens årliga möte.

Gemenskapen av seminarielärare i Qom (persiska: جامعهٔ مدرسین حوزهٔ علمیهٔ قم), även Jame Modarresin, grundad 1963 i Qom, är en oberoende seminarieinstitution i Iran och består av jurister, lärda, intellektuella och föreläsare med fokus på religiösa frågor. Medlemmarna tror på politikens roll i religionen och den islamiska revolutionens ideologi som styr samhället i Iran. Medlemmarna har spelat aktiva roller i den islamiska revolutionen i Iran och i etablerandet av Islamiska republiken Iran och påverkar valet av religiösa ledare. Denna gemenskap är den största seminariegemenskapen i Islamiska republiken Iran.
Enligt ett tillkännagivande från år 2014 ansåg Gemenskapen av seminarielärare i Qom att det är tillåtet att göra taqlid till följande ayatollor: Seyyed Ali Khamenei, sheikh Hosein Vahid Khorasani, Seyyed Mousa Shobeiri Zanjani, sheikh Naser Makarem Shirazi, Lotfollah Safi Golpaygani och Sayyid Ali Sistani. Listan har senare uppdaterats och den avlidne Lotfollah Safi finns inte med längre på listan, och istället har Hosein Nouri Hamedani lagts till. Om man inte redan följer en speciell marja' al-taqlid och vill följa den, måste den bland annat vara i livet.